# Zdobnická
Zdobnická je ulice v Kyjích a Hloubětíně na Praze 14, která spojuje křižovatku ulic Slévačská a Sklenská s ulicí Černičnou. V katastrálním území Hloubětín leží pouze zástavba na západní straně nejsevernějšího úseku včetně vozovky a chodníku, zbytek přináleží ke Kyjím. Má přibližný severojižní průběh, ale je nepravidelně esovitě prohnutá. Ústí do ní ulice Želivská. Je strmá, její nadmořská výška je přibližně od 235 do téměř 255 metrů.

## Historie a názvy

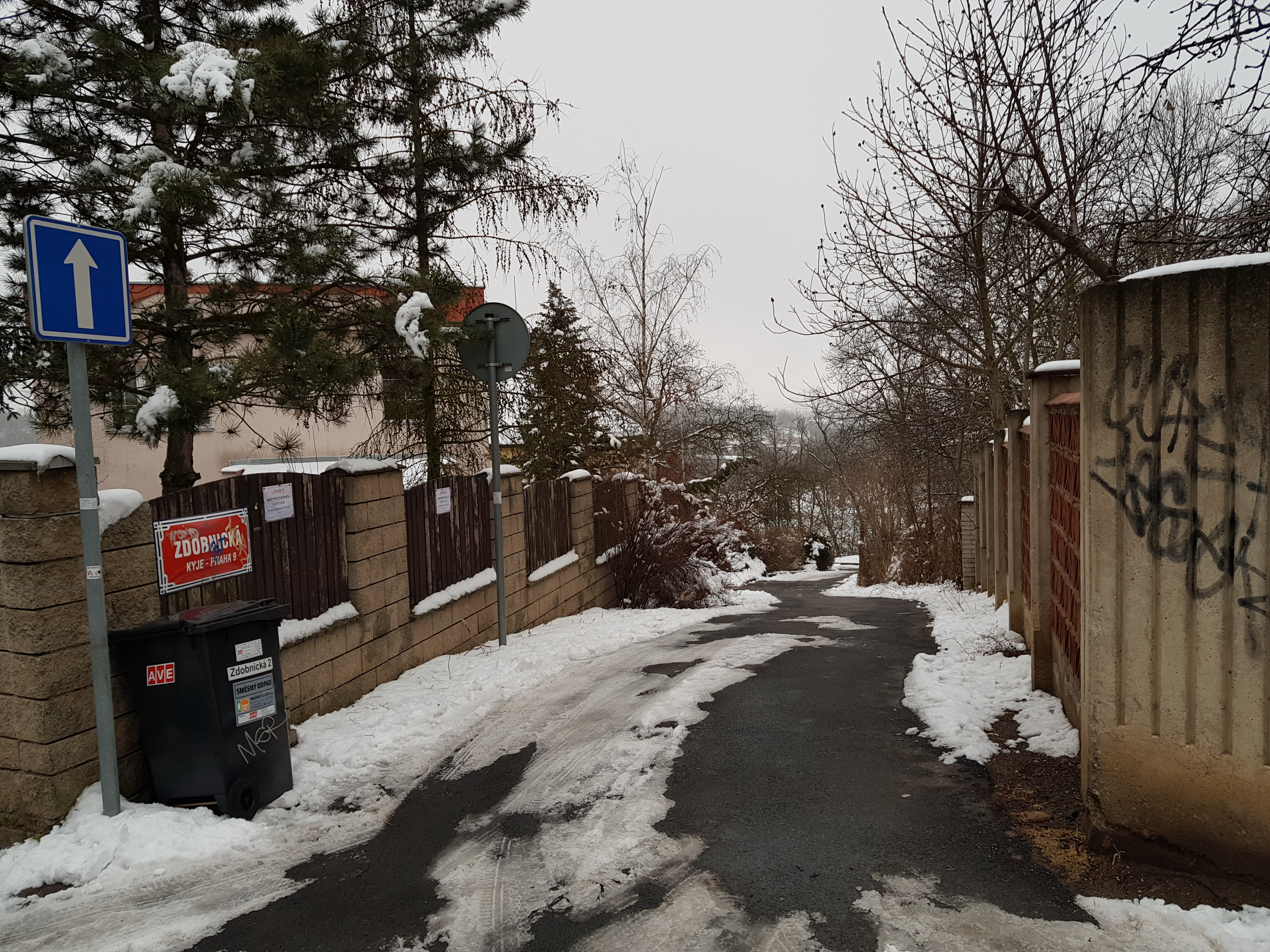
Jižní úsek od Želivské do Černičné

Do roku 1968, kdy byly Kyje připojeny k Praze, se nazývala K Háji, a to kvůli své poloze ve směru k zeleni na Lehovci. Poté byla nazvána podle řeky Zdobnice, pravostranného přítoku Divoké Orlice u Doudleb nad Orlicí v okrese Rychnov nad Kněžnou. Vedle například Rochovské, Oborské, Krylovecké nebo Kardašovské patří do velké skupiny ulic na východě Hloubětína a v sousedních Kyjích, jejichž názvy připomínají vodstvo (řeky a rybníky).

## Zástavba
Zástavbu tvoří především rodinné jednopatrové domy se zahradami. Pouze v hloubětínském katastru je čtyřpatrový panelový dům (s adresou Slévačská 906/34), který vznikl jako součást sídliště Lehovec. Na západní straně nejjižnějšího úseku je hranice přírodního parku Smetanka, do kterého z ulice vedou pěšiny.